# Bill Roycroft
William Roycroft, född den 17 mars 1915 i Flowerdale i Australien, död 29 maj 2011 i Camperdown, Australien, var en australisk ryttare.
Han tog OS-brons i lagtävlingen i fälttävlan i samband med de olympiska ridsporttävlingarna 1976 i Montréal.